# Paul Sauvanet
Pour les articles homonymes, voir Sauvanet.
Paul Sauvanet, né en 1950, est un musicien français, pianiste, compositeur, chef d'orchestre, et professeur de musique.

## Discographie
Albums
- La détente par la musique  (1988) Les Voiles d'Or
- Sérénité   (1989) Les Voiles d'Or
- La cérémonie de l'oiseau  (1989) Les Voiles d'Or
- La respiration consciente  (1990) Les Voiles d'Or
- Migrations  (1990) Les Voiles d'Or
- Le songe du temps  (1991) Les Voiles d'Or
- Eleusis  (1992) Les Voiles d'Or  (1994) Polygram
- Time Dreaming  (1994) Polygram
- Tristesse  (1995) Hearts of Space
- Nomad  (1997) Hearts of Space

Compilations
- Ballade nocturne vol.2 - "Adieu" (2001) Virgin
- Slow Music For Fast Times - "Oasis"  (2001) Hearts of Space
- New Romantics: A Hearts Of Space Classical Collection - "Adieu", "Land of the Angel"  (2006) Hearts of Space